# انس گولدین
انس گولدین (دانمارکی: Anders Golding؛ زادهٔ ۱۲ مه ۱۹۸۴) تیرانداز اهل دانمارک است.
وی در مسابقات کشوری و بین‌المللی در مجموع برندهٔ ۱ مدال نقره شده‌است.